# Instant Karma!
Instant Karma! är tredje solosingeln som John Lennon släppte på Apple Records. Låten skrevs och släpptes som skiva snabbt. Den spelades in samma dag som den skrevs och släpptes tio dagar senare på skiva, den 6 februari 1970, det vill säga innan Beatles officiellt splittras. Musikerna som hjälpte Lennon med inspelningen var Plastic Ono Band och George Harrison som spelar akustisk gitarr.
Det finns ett flertal coverversioner såsom: Toad the Wet Sprocket, Paul Weller, Duran Duran, Campaign for Real Time, Diana Ross, U2, Beat Crusaders, Tokio Hotel, John Hiatt, The Adolescents, Vida Blue, The Rascals, Midnight Oil, Voodoo Loons, The Adventures, Gomez, Of Montreal, Company of Thieves, Lucky Boys Confusion och Phish Jim James.

## Musiker
- John Lennon - sång, akustisk gitarr, elpiano
- George Harrison - gitarr, körsång
- Billy Preston - piano
- Alan White - trummor
- Klaus Voormann - elbas, körsång
- Yoko Ono - körsång
- Mal Evans - klockspel, körsång

## Listplaceringar
| Lista (1970)   | Position              |
| -------------- | --------------------- |
| Australien     | 5                     |
| Danmark        | 2 (DR "Top Ti")       |
| Flandern       | 4                     |
| Irland         | 3                     |
| Kanada         | 2                     |
| Nederländerna  | 7                     |
| Norge          | 9                     |
| Nya Zeeland    | 4                     |
| Schweiz        | 9                     |
| Storbritannien | 5                     |
| Sverige        | 4 (Kvällstoppen)      |
| Sverige        | 4 (Tio i topp)        |
| USA            | 3 (Billboard Hot 100) |
| Vallonien      | 1                     |
| Västtyskland   | 7                     |
| Österrike      | 4                     |